# Надзвичайний уряд Республіки Індонезії
Надзвичайний уряд Республіки Індонезії (НУРІ; індонез. Pemerintahan Darurat Republik Indonesia, PDRI) — уряд в екзилі, створений прибічниками Республіки Індонезії під час Війни за незалежність, в умовах окупації більшої частини країни голландськими військами. Існував у 1948—1949 роках та розміщувався у місті Букіттінгі. Очолював уряд Шафруддін Правіранегара.

## Історія
1948 року після початку масштабного голландського наступу, президент Індонезії Сукарно ухвалив рішення про формування надзвичайного уряду на випадок свого полону. Для цього він видав мандат на формування уряду Шафруддіну Правіранегарі, який на той час обіймав посаду міністра соціального забезпечення. З метою забезпечення безпеки Правіранегара був відряджений до тилового міста Букіттінгі на Суматрі. У грудні 1948 року голландці захопили Джок'якарту — тимчасову столицю Індонезії, та взяли в полон Сукарно. 19 грудня 1948 року Правіранегара сформував Надзвичайний уряд, який негайно проголосив себе єдиним законним органом влади в Індонезії. Він зберігав свої повноваження до укладення угод Рума — ван Роєна, відповідно до яких голландці мали вивести війська з окупованих територій та звільнити Сукарно. 13 липня 1949 року Правіранегара розпустив уряд, знову передавши владу Сукарно.